# L'ufficiale e la spia
L'ufficiale e la spia (J'accuse) è un film del 2019 diretto da Roman Polański, con protagonista Jean Dujardin.
Tratto dall'omonimo romanzo del 2013 di Robert Harris, anche coautore della sceneggiatura assieme a Polański, il film racconta delle indagini del tenente colonnello Georges Picquart volte a far luce sul cosiddetto affare Dreyfus. Ha vinto il Gran premio della giuria alla 76ª Mostra internazionale d'arte cinematografica di Venezia.

## Trama
1894. Alfred Dreyfus, capitano dell'esercito francese, viene dichiarato colpevole di alto tradimento per aver passato segreti militari all'Impero Tedesco. L'uomo viene degradato e condannato all'esilio sull'Isola del Diavolo; il suo affaire scatena una notevole eco in Francia poiché Dreyfus è ebreo. Un anno dopo l'ufficiale Georges Picquart, in passato superiore dello stesso Dreyfus, viene nominato capo della sezione dei servizi segreti nell'esercito francese; l'uomo, dai sentimenti antisemiti, è consapevole che il processo a carico di Dreyfus è stato piuttosto sommario a causa della sua origine; tuttavia, notando alcune irregolarità nel dossier dell'affaire, decide di condurre un'indagine per verificare la colpevolezza dell'uomo. Picquart scopre che il cosiddetto bordereau, ossia il documento che ne proverebbe la colpevolezza, non è stato scritto da Dreyfus, come il grafologo Alphonse Bertillon aveva dichiarato, ma da un altro ufficiale: il maggiore Ferdinand Walsin Esterhazy. Questi secondo lui è la vera spia, ma le prove sono state esaminate con pregiudizio o addirittura falsificate a danno di Dreyfus.
Picquart si convince dell'innocenza di Dreyfus e tenta di riaprire il processo per scagionarlo e arrestare Esterhazy, ma incontra l'opposizione dei suoi superiori: ammettere l'innocenza di Dreyfus avrebbe come esito un grande scandalo che porterebbe alla scoperta della corruzione nell'esercito, mentre l'uomo, in quanto ebreo, è il perfetto capro espiatorio. Picquart viene quindi rimosso dall'incarico e inviato in missione lontano da Parigi; egli però riesce a tornare e a raccontare tutto al suo amico avvocato Louis Leblois, il quale inizia a organizzare un comitato per la riabilitazione di Dreyfus, coinvolgendo il collega Fernand Labori, parlamentari e intellettuali, tra cui il celebre scrittore Émile Zola.
L'insubordinazione di Picquart porta al suo arresto, ma lo stesso giorno Zola pubblica sul quotidiano L'Aurore l'articolo intitolato J'accuse, che diventerà famoso, dove critica ferocemente le irregolarità del processo a Dreyfus e mette a nudo tutte le colpe delle persone coinvolte nel caso. Zola, su denuncia dal governo, viene processato per diffamazione e, a causa delle false dichiarazioni rilasciate in aula dai militari chiamati a testimoniare, lo scrittore viene condannato a un anno di reclusione; mentre tutta la Francia si divide tra innocentisti e colpevolisti, gli intellettuali firmatari della petizione pro-Dreyfus vengono bersagliati dall'odio popolare. Successivamente, dopo aver perso un duello contro Picquart, il tenente colonnello Hubert Joseph Henry, che aveva testimoniato a carico di Dreyfus, ammette di aver prestato falsa testimonianza, per poi morire apparentemente suicida.
In seguito alle deposizioni di Henry, Picquart viene assolto e liberato, mentre Dreyfus viene rimpatriato per un secondo processo; poco prima dell'udienza decisiva, l'avvocato Labori subisce un attentato e non è in grado di difendere Dreyfus. L'uomo viene nuovamente condannato, ma la pena da scontare è resa più lieve dal riconoscimento delle attenuanti. Nel 1899 il Presidente del consiglio gli concede la grazia: Picquart vorrebbe continuare a battersi per provare la sua innocenza, ma Dreyfus, stremato, la accetta. Sette anni dopo arriverà la piena assoluzione e il reintegro nell'esercito.
Nel 1907 Picquart viene nominato ministro della guerra, anche grazie al riconoscimento dell'errore giudiziario a suo danno. Dreyfus gli chiede udienza e protesta poiché gli anni in cui ha ingiustamente scontato la pena non gli sono riconosciuti, impedendogli di raggiungere il grado di tenente colonnello. Picquart non può fargli questa concessione poiché il clima politico è nuovamente cambiato, e ciò causa lo sdegno di Dreyfus. I due uomini si salutano con rispetto, per non rivedersi mai più.

## Produzione
Robert Harris è stato ispirato nello scrivere il romanzo L'ufficiale e la spia dall'interesse del suo amico Roman Polański verso l'affare Dreyfus. I due avevano già collaborato nel 2010 scrivendo la sceneggiatura del film di Polański L'uomo nell'ombra, adattamento del romanzo di Harris Il ghostwriter, e in un adattamento cinematografico di un precedente romanzo di Harris, Pompei, poi non concretizzatosi.
Nel 2012 è stato annunciato che Harris aveva scritto la sceneggiatura per un adattamento del romanzo, intitolato D. e che sarebbe stato diretto proprio da Polański. Dopo diversi ritardi nella produzione durati alcuni anni, nel 2016 per il film è stato stanziato un budget di circa 60 milioni di euro. Dopo un ulteriore periodo di gestazione, il progetto ha preso vita come co-produzione franco-italiana dal budget di 22 milioni di euro. Le riprese sono cominciate il 26 novembre del 2018 e sono terminate il 28 aprile del 2019, tenendosi a Parigi.

## Distribuzione
Il film è stato presentato in anteprima il 30 agosto 2019 in concorso alla 76ª Mostra internazionale d'arte cinematografica di Venezia, dove la presidente di giuria Lucrecia Martel ha espresso la sua disapprovazione, in solidarietà con Valentine Monnier (attrice che ha accusato Polanski di violenze subite nel 1975) e tutte le altre donne argentine vittime di crimini simili che lei sente di rappresentare.
Il film è stato distribuito da Gaumont nelle sale cinematografiche francesi a partire dal 13 novembre 2019, mentre in Italia è stato distribuito dal 21 novembre da 01 Distribution. In Italia, nel fine settimana di debutto, il film ha incassato più di un milione e duecentomila euro, piazzandosi al primo posto della classifica del botteghino. Nel complesso, solo in Italia il film ha totalizzato più di 3.200.000 euro.

## Riconoscimenti
- 2022 - Love Film Festival 
  - Grifone d'Oro per il Miglior Film
  - Grifone d'Oro per la Miglior Regia a Roman Polański
- 2020 - David di Donatello
  - Candidatura per il Miglior film straniero
- 2019 - Mostra internazionale d'arte cinematografica[16][17]
  - Leone d'argento - Gran premio della giuria
  - Premio FIPRESCI al miglior film in concorso
  - Green Drop Award
  - Premio di critica sociale "Sorriso diverso Venezia" al miglior film straniero
  - In competizione per il Leone d'oro al miglior film
- 2019 - European Film Awards[18]
  - Candidatura per il miglior film
  - Candidatura per il miglior regista a Roman Polański
  - Candidatura per il miglior attore a Jean Dujardin
  - Candidatura per la miglior sceneggiatura a Robert Harris e Roman Polański
- 2021 - Premio Goya
  - Candidatura a Miglior film europeo
- 2020 - Premio César
  - Miglior regista a Roman Polański
  - Migliore adattamento a Robert Harris e Roman Polański
  - Migliori costumi a Pascaline Chavanne
  - Candidatura per il miglior film
  - Candidatura per il miglior attore a Jean Dujardin
  - Candidatura per il migliore attore non protagonista a Grégory Gadebois
  - Candidatura per il migliore attore non protagonista a Louis Garrel
  - Candidatura per la migliore fotografia a Paweł Edelman
  - Candidatura per il miglior montaggio a Hervé de Luze
  - Candidatura per la migliore scenografia a Jean Rabasse
  - Candidatura per la migliore musica a Alexandre Desplat
  - Candidatura per il miglior sonoro a Lucien Balibar, Aymeric Devoldère, Cyril Holtz, Niels Barletta